# Missioni gesuite dei Chiquitos
Le missioni gesuite dei Chiquitos sono un complesso religioso boliviano, costituito da diversi insediamenti eretti tra il 1700 e il 1760 nella provincia di Chiquitos, nel dipartimento di Santa Cruz, a circa 200 km da Santa Cruz de la Sierra.
Proclamate dall'UNESCO Patrimonio Culturale dell'Umanità nel 1990, rappresentano uno dei maggiori tesori culturali della Bolivia.
Sono facilmente raggiungibili in macchina o autobus da Santa Cruz. Sono un misto fra stile barocco e creatività indigena. La struttura delle antiche missioni è quasi sempre la stessa: una grande piazza quadrata con una croce al centro fra quattro palme; su un lato la chiesa con la casa dei Padri, il cimitero e gli edifici pubblici; sugli altri lati i magazzini e le abitazioni degli indigeni. A 300 anni dalla loro fondazione sono ancora le uniche aperte al culto.